# Eiffeltårnets 72 indgraverede navne
På de fire sider af Eiffeltårnet er der tilsammen indgraveret 72 navne på franske fysikere, ingeniører og matematikere til ære for deres bidrag til videnskaben. Gustave Eiffel der skabte tårnet valgte at sættte navnene på for at afbøde protester mod tårnet. Indgraveringerne findes hele vejen rundt langs 1. etage, og bogstaverne er ca. 60 cm høje og malet i guld. Navnene blev malet over i begyndelsen af det 20. århundrede, men blev genskabt i 1986-1987 af firmaet der driver Eiffeltårnet (Société Nouvelle d'exploitation de la Tour Eiffel). Navnene blev senest genopmalet i 2010/2011.

## Liste
Listen er inddelt efter de fire sider på tårnet, og er navngivet efter de dele af Paris som de vender ud mod.:

### Nordøstsiden
(også kendt som La Bourdonnais)

### Sydøstsiden
(også kendt som École Militaire)

### Sydvestsiden
(også kendt som Grenelle siden)

### Nordvestsiden
(også kendt som Trocadéro-siden)